# 마이트 앤 매직 히어로즈: 킹덤스
마이트 앤 매직 히어로즈: 킹덤즈(Might & Magic Heroes: Kingdoms)는 마이트 앤 매직 히어로즈 시리즈를 기반으로 유비소프트가 제작하는 웹게임이다. 현재 국내 퍼블리싱이 체결되어 플레이엔씨를 통해 한국에서 선보일 예정이다.

## 기반
타운의 유닛과 베이스는 일반적으로 히어로즈 오브 마이트 앤 매직 V를 기반으로 하였다.

## 종족
헤이븐, 아카데미, 인퍼노, 네크로폴리스, 실반의 5가지 종족이 존재한다.

## 게임플레이
다른 웹게임과 플레이방식은 같지만 하나의 시스템에 의해서 게임이 진행된다. 대략적으로 배치를 어떻게 하느냐에 따라서 게임의 결과가 달라지는 데, 패키지형태의 히어로즈 시리즈와 달리 배치한 순서대로 공격을 한다는 것이다. 유닛을 어떻게 배치하느냐에 따라서 게임의 결과가 다르기 때문에 신중히 배치하여야 한다.